# Roland Hennig

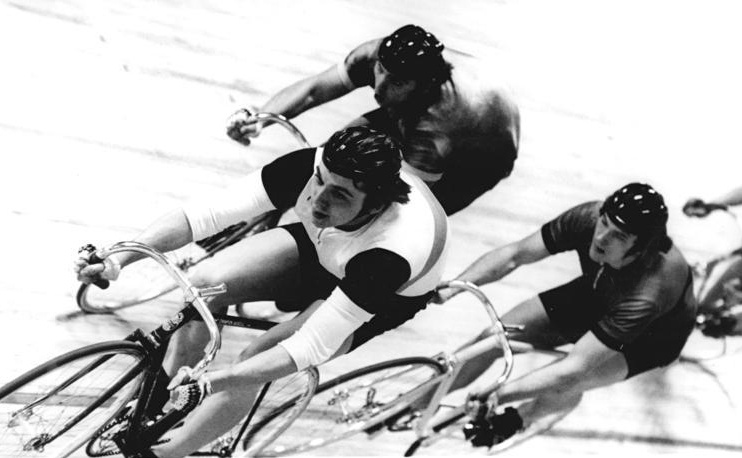
von links Christian Drescher, Emanuel Raasch, Roland Hennig

Roland Hennig (* 19. Dezember 1967 in Hoyerswerda) ist ein ehemaliger deutscher Radrennfahrer.
Roland Hennig startete für den SC Cottbus und wurde von Trainer Heiko Salzwedel betreut. Seine Spezialität war die Mannschaftsverfolgung. In dieser Disziplin wurde er zweimal DDR-Meister, 1986 und 1987, jeweils mit Dirk Meier, Steffen Blochwitz und Thomas Will. In denselben Jahren belegte er mit dem Bahn-Vierer der DDR den zweiten Platz bei UCI-Bahn-Weltmeisterschaften, 1986 mit Meier, Blochwitz und Bernd Dittert, 1987 mit Blochwitz, Meier und Carsten Wolf.
Bei den Olympischen Sommerspielen 1988 in Seoul errang Hennig mit dem DDR-Vierer die Silbermedaille in der Mannschaftsverfolgung, gemeinsam mit Wolf, Blochwitz und Meier. Für diesen Erfolg wurde er mit dem Vaterländischen Verdienstorden in Silber ausgezeichnet. Diesen Orden erhielt er auch 1986. Im Straßenradsport konnte er 1985 Zweiter bei Rund um Berlin werden.

## Berufliches
Hennig hat eine Ausbildung zum Fahrzeugschlosser absolviert.